# Pavel Valeryevich Durov
Pavel Valeryevich Durov (tiếng Nga: Павел Валерьевич Дуров) là một doanh nhân đang sống tại UAE, người được biết đến nhiều nhất với vai trò là người sáng lập trang mạng xã hội VK và sau này là Telegram Messenger cùng với em trai là Nikolai Durov. Vài năm sau khi ông bị bãi nhiệm chức vụ Tổng giám đốc VK vào năm 2014, anh em nhà Durov đã đi khắp thế giới sống lưu vong, là công dân của Saint Kitts và Nevis. Năm 2017, Pavel tham gia Diễn đàn Kinh tế Thế giới (WEF) Các nhà lãnh đạo trẻ toàn cầu với tư cách là đại diện của Phần Lan. Theo Công báo Cộng hòa Pháp, Durov đã nhập tịch thành công dân Pháp vào ngày 25 tháng 8 năm 2021. Tính đến  ngày 14 tháng 3 năm 2022, tài sản ròng của anh là 15,1 tỷ đô la Mỹ.

## Tiểu sử
Pavel Durov sinh ngày 10 tháng 10 năm 1984 tại thành phố Leningrad, Liên Xô cũ, nhưng dành phần lớn thời thơ ấu của mình ở Turin, Ý, nơi cha ông làm việc.
Sau đó, ông theo học tại Đại học Tổng hợp Saint Petersburg, nơi cha ông từng làm việc.

### Gia đình
Ông nội của Pavel Durov là Semyon Petrovich Tulyakov đã chiến đấu trong Thế chiến II. Ông phục vụ trong Sư đoàn Bộ binh số 65 của Hồng quân Liên Xô, tham gia các trận chiến trên Mặt trận Leningrad tại Krasnoborsky và Gatchinsky, và bị thương ba lần, được trao tặng Huân chương Sao đỏ, Huân chương Chiến tranh Vệ quốc hạng 2, và vào Ngày Chiến thắng lần thứ 40, Huân chương Chiến tranh Vệ quốc vĩ đại hạng 1.
Cha của Durov là Valery Semenovich Durov là Tiến sĩ Khoa học Ngôn ngữ và là tác giả của nhiều bài báo học thuật. Từ năm 1992, ông là Trưởng khoa Ngữ văn cổ điển của khoa Ngữ văn thuộc Đại học Tổng hợp Saint Petersburg. Vào tháng 3 năm 2022, Durov đã viết rằng, "Về phía mẹ tôi, tôi có dòng dõi gia đình từ Kyiv. Tên thời con gái của bà là tiếng Ukraina (Ivanenko), và cho đến ngày nay chúng tôi vẫn có nhiều họ hàng sống ở Ukraina."

## Sự nghiệp

### VK
Trong những năm học đại học, Durov đã tạo ra diễn đàn spbgu.ru rất phổ biến. Năm 2006, anh gặp người bạn học cũ Vyacheslav Mirilashvili tại Saint Petersburg. Vyacheslav đã cho Durov xem Facebook ngày càng phổ biến, sau đó, hai người bạn quyết định tạo ra một mạng xã hội mới của Nga. Lev Binzumovich Leviev, một người bạn học người Israel của Vyacheslav Mirilashvili, đã trở thành người đồng sáng lập thứ ba. Durov trở thành giám đốc điều hành (CEO) và thu hút anh trai Nikolai, người đã nhiều lần giành chiến thắng trong các cuộc thi toán và lập trình quốc tế, để phát triển trang web.
Durov đã ra mắt VKontakte để thử nghiệm beta vào tháng 9 năm 2006. Tháng sau, tên miền Vkontakte.ru đã được đăng ký. Dự án mới được thành lập vào ngày 19 tháng 1 năm 2007 với tư cách là một công ty tư nhân trách nhiệm hữu hạn của Nga. Phần mềm nhanh chóng có lượng người dùng đạt 1 triệu vào tháng 7 năm 2007 và 10 triệu vào tháng 4 năm 2008. Vào tháng 12 năm 2008, VK đã vượt qua đối thủ là mạng xã hội Odnoklassniki để trở thành dịch vụ mạng xã hội phổ biến nhất của Nga. Công ty sau đó đã tăng trưởng lên đến trị giá 3 tỷ đô la Mỹ.

### Rời khỏi VK
Vào ngày 1 tháng 4 năm 2014, Durov đã nộp đơn từ chức lên ban quản trị VK; ban đầu việc này gây một số hiểu lầm về tính xác thực của đơn từ chức của ông. Tuy nhiên, sau đó vào ngày 3 tháng 4 năm 2014, Durov đã xác nhận đó chỉ là một trò đùa Cá tháng Tư. Lời từ chức của ông được kết thúc bằng câu "Tạm biệt và cảm ơn vì tất cả những con cá", một câu trong tiểu thuyết ăn khách Hitchhikers Guide to the Galaxy và đây cũng là tựa đề của một cuốn sách trong bộ truyện này. Một phát ngôn viên của công ty cho biết có một tuyên bố chính thức về việc ông từ chức, nhưng hóa ra đó chỉ là một liên kết đến một ảnh chế (meme) Rick rolling.
Vào ngày 21 tháng 4 năm 2014, Durov đã bị sa thải khỏi vị trí CEO của VK. Công ty cho biết họ đã hành động theo lá thư từ chức của ông một tháng trước đó mà ông đã không thu hồi. Sau đó, Durov cho biết công ty đã bị các đồng minh của tổng thống Nga Vladimir Putin tiếp quản. Ông cho rằng việc mình bị phế truất là kết quả của việc ông từ chối giao nộp thông tin cá nhân của người dùng cho cơ quan thực thi pháp luật liên bang và việc ông từ chối giao nộp thông tin cá nhân của những người là thành viên của một nhóm VK dành riêng cho phong trào biểu tình Euromaidan. Sau đó, Durov rời khỏi Nga và tuyên bố rằng ông "không có kế hoạch quay trở lại" và rằng "đất nước này hiện không phù hợp với hoạt động kinh doanh internet".

### Telegram
Sau khi rời khỏi Nga, Durov đã lấy quốc tịch Saint Kitts và Nevis, một đảo quốc nằm trong Quần đảo Leeward, bằng cách quyên góp 250.000 đô la cho Quỹ đa dạng hóa ngành công nghiệp đường của quốc gia này và bảo đảm 300 triệu đô la tiền mặt trong các ngân hàng Thụy Sĩ. Điều này cho phép ông tập trung vào việc tạo ra công ty tiếp theo của mình, Telegram. Telegram tập trung mảng vào dịch vụ nhắn tin được mã hóa. Telegram đặt trụ sở chính tại Berlin và sau đó chuyển đến Dubai.
Vào tháng 1 năm 2018, Durov tuyên bố rằng, trong nỗ lực kiếm tiền từ thành công ngày càng tăng của Telegram, ông đã ra mắt tiền điện tử "Gram" và nền tảng Telegram Open Network (TON). Nó đã huy động được tổng cộng 1,7 tỷ đô la từ các nhà đầu tư. Tuy nhiên, các dự án này đã bị cơ quan quản lý của Hoa Kỳ là Ủy ban Chứng khoán và Giao dịch Hoa Kỳ dừng lại, cơ quan này đã lập luận tại tòa rằng Grams đã bỏ qua luật tài chính của Hoa Kỳ và nên trả lại tiền cho các nhà đầu tư.
Năm 2018, Nga đã cố gắng chặn Telegram sau khi công ty này từ chối hợp tác với các cơ quan an ninh của Nga. Một lá thư bị rò rỉ của một nhân viên Cục An ninh Liên bang nêu rõ rằng lệnh chặn thực sự có liên quan đến ý định ra mắt Mạng lưới Telegram Open của công ty. Trong thời gian cố gắng chặn, Bộ Ngoại giao Nga vẫn tiếp tục vận hành các kênh chính thức trên ứng dụng. Lệnh chặn đã được dỡ bỏ vào năm 2020, sau hai năm cố gắng chặn, mà dịch vụ này được cho là đã né tránh bằng cách sử dụng tên miền. Lý do được nêu là Telegram đồng ý "chống khủng bố và chủ nghĩa cực đoan" trên nền tảng này.

## Bắt giữ và truy tố năm 2024
Durov đã bị bắt vào ngày 24 tháng 8 năm 2024 tại Sân bay Le Bourget bởi các sĩ quan từ Văn phòng chống gian lận, trực thuộc cơ quan hải quan Pháp. Ông đã bị bắt khi rời khỏi máy bay phản lực riêng của mình sau khi hạ cánh xuống Pháp từ Azerbaijan. Việc bắt giữ Durov dựa trên lệnh bắt giữ do cảnh sát tư pháp Pháp ban hành như một phần của cuộc điều tra sơ bộ liên quan đến 12 hành vi vi phạm bị nghi ngờ liên quan đến tội phạm trên nền tảng Telegram. Vào ngày 28 tháng 8, Durov đã bị đưa ra trước công tố viên tại tòa án, người đã chính thức hóa 6 cáo buộc liên quan đến việc từ chối liên lạc theo yêu cầu của các cơ quan có thẩm quyền, đồng lõa với hoạt động tội phạm và từ chối cung cấp dịch vụ giải mã.
Các báo cáo cũng chỉ ra rằng Durov nằm trong danh sách những cá nhân bị chính quyền Pháp truy nã, và việc bắt giữ anh ta là do anh ta bị cáo buộc không hợp tác với các viên chức tư pháp, bao gồm các vấn đề liên quan đến hoạt động của Telegram. Theo cảnh sát Pháp, hoạt động tội phạm trên Telegram diễn ra tự do do thiếu người kiểm duyệt. Natalia Krapiva, một luật sư tại nhóm bảo vệ quyền kỹ thuật số Access Now, cho biết chính quyền Pháp có thể cố gắng buộc Durov cung cấp khóa mã hóa của Telegram để giải mã các tin nhắn riêng tư, "điều mà Nga đã từng cố gắng thực hiện trong quá khứ".
Trong quá trình Durov bị bắt và bị truy tố, tờ WSJ đưa tin rằng anh đã trở thành mục tiêu nhắm tới của một hoạt động gián điệp vào năm 2017. Trong một hoạt động chung có tên mã là "Purple Music", các điệp viên Pháp và UAE đã hack iPhone của Durov. Anh đã bị nhắm mục tiêu vì các chính phủ lo ngại về việc các nhà hoạt động ủng hộ dân chủ và những người bất đồng chính kiến sử dụng ứng dụng Telegram. Ứng dụng này cũng thu hút những kẻ cực đoan Hồi giáo, những kẻ buôn bán ma túy và tội phạm mạng. Bất chấp vụ hack, Durov vẫn được cấp quốc tịch của Các Tiểu vương quốc Ả Rập Thống nhất (UAE) vào năm 2021, khi đó UAE cũng đã đầu tư hơn 75 triệu đô la vào Telegram.